# Jenkins (cràter)
Jenkins és un cràter d'impacte que es troba en l'equador de la Lluna, prop del terminador oriental. Està adossat a la vora est del cràter satèl·lit lleugerament més gran Schubert X, envaint lleugerament el seu interior. El cràter Nobili està igualment unit a la vora occidental de Schubert X i s'introdueix lleugerament a l'interior d'aquest costat. Els tres cràters formen una cadena lineal en l'equador lunar.

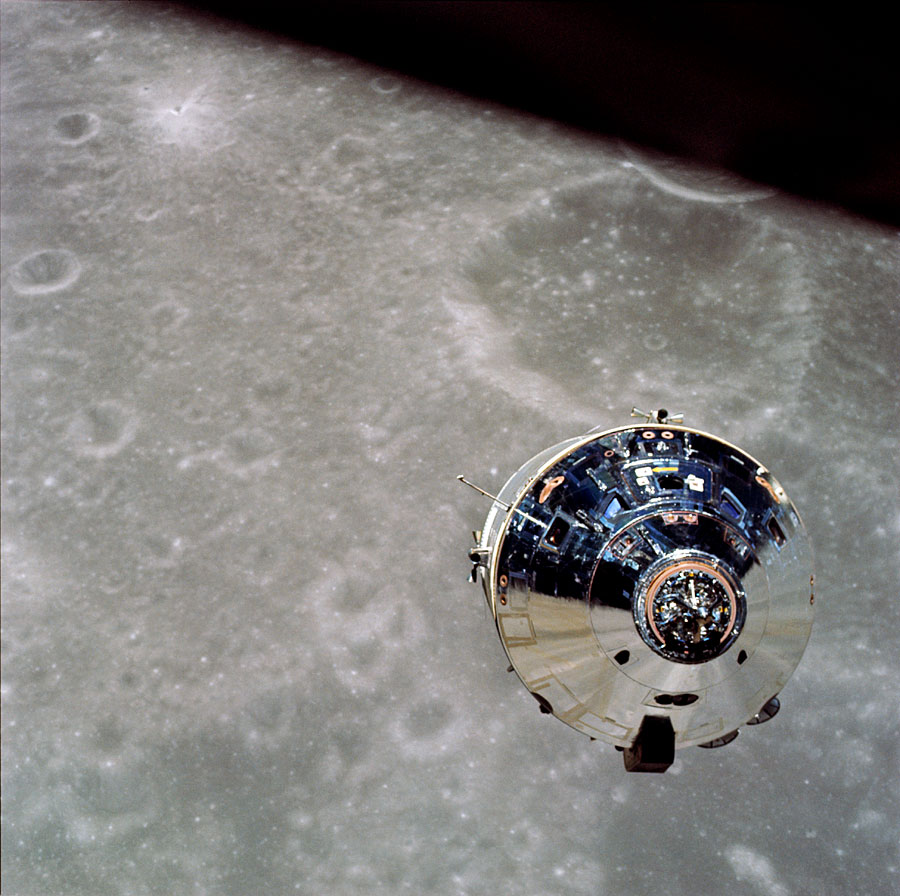
Fotografia de la missió Apol·lo 10, amb Jenkins al fons.

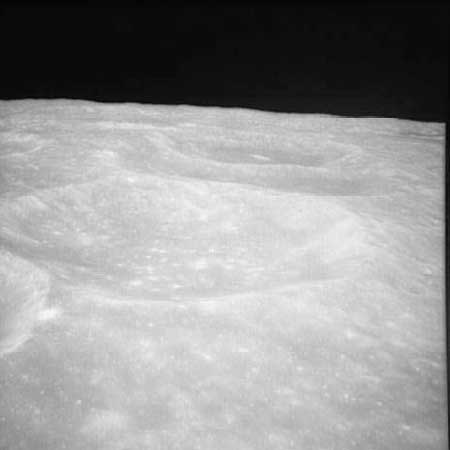
Vista obliqua de Jenkins. Fotografia de la missió Apol·lo 10

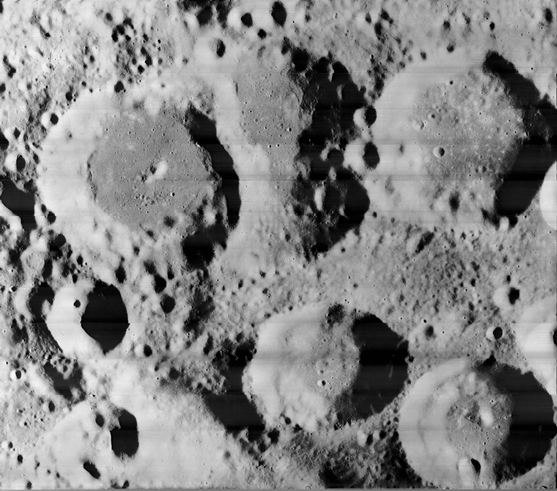
Nobili, Schubert X, i Jenkins (a dalt, d'esquerra a dreta); i Weierstrass (centre a baix), i Van Vleck (dreta a baix), des de la Lunar Orbiter 1

Jenkins va ser designat prèviament Schubert Z abans de rebre el seu nom actual de la UAI. El propi cràter Schubert es troba al nord-est de Jenkins. A l'est-nord-est de Jenkins es troba el cràter Back, i al sud apareix la parella de cràters Van Vleck i Weierstrass.
Es tracta d'un cràter circular amb una vora una mica desgastada. El petit cràter Schubert J està unit a l'exterior del brocal al sud-est. La vora occidental de Jenkins està marcat per diversos petits cràters. El sòl interior manca relativament de trets distintius, marcat per uns petits cràters. No presenta pic central en la plataforma.